# Kokusai Ki-86
Il Kokusai Ki-86 ( キ86?), indicato anche come Aereo da addestramento basico per l'esercito Tipo 4 (四式基本練習機?) in base ad altra convenzione di identificazione e Cypress nel sistema di identificazione alleato per il teatro operativo del Pacifico sud-orientale, fu un aereo da addestramento basico biposto, monomotore e biplano, sviluppato dall'azienda aeronautica giapponese Nippon Kokusai Koku Kogyo nei primi anni quaranta.
Derivato direttamente dal tedesco Bücker Bü 131 Jungmann, del quale manteneva sostanzialmente l'aspetto discostandosene per alcune dimensioni delle sue parti e per la motorizzazione di produzione nazionale, venne adottato dalle scuole di volo del Servizio aeronautico dell'esercito imperiale giapponese (Dai-Nippon Teikoku Rikugun Kōkū Hombu), sostituendo il precedente Tachikawa Ki-17 e rimanendo in servizio fino al termine della seconda guerra mondiale.

## Storia del progetto
Nel 1942 il Kōkū Hombu, l'allora ministero dell'aviazione del Giappone, emise una specifica per la fornitura di un nuovo modello di velivolo adatto alla formazione primaria dei piloti destinati ai reparti operativi della Dai-Nippon Teikoku Rikugun Kōkū Hombu. I vertici dell'esercito imperiale erano stati favorevolmente impressionati dalle caratteristiche del Watanabe/Kyūshū K9W, il tedesco Bücker Bü 131 Jungmann prodotto su licenza e in servizio nella marina imperiale, tuttavia a causa dei tesi rapporti di rivalità tra le due forze armate non era concepibile rivolgersi ai medesimi fornitori preferendo i propri canali. A questo scopo venne contattata la Nippon Kokusai Koku Kogyo, affidando all'ufficio tecnico dell'azienda allora diretto dall'ingegnere Kozo Masuhara, la progettazione e lo sviluppo di un aereo simile.
Il gruppo di lavoro iniziò il lavoro nel novembre 1942, prendendo ugualmente spunto dal medesimo pari ruolo dell'alleato tedesco, riproponendo la sua impostazione generale, biposto, monomotore, con velatura biplana e robusto carrello d'atterraggio fisso per operare da campi non preparati, pur non disegnandone una sua evoluzione o copia realizzata su licenza.
Il prototipo, terminato e portato in volo per la prima volta nel 1943, venne immediatamente accettato dalle autorità militari ed avviato alla produzione in larga scala; al modello venne assegnata dall'aprile 1944 la designazione "Aereo da addestramento basico per l'esercito Tipo 4" o, secondo altra convenzione, Ki-86.

## Versioni
Ki-86a
versione di produzione in serie
Ki-86b
prototipo, variante realizzata interamente in legno non avviata alla produzione, realizzata in un esemplare.

## Utilizzatori
Giappone
- Dai-Nippon Teikoku Rikugun